# Florian Ritter

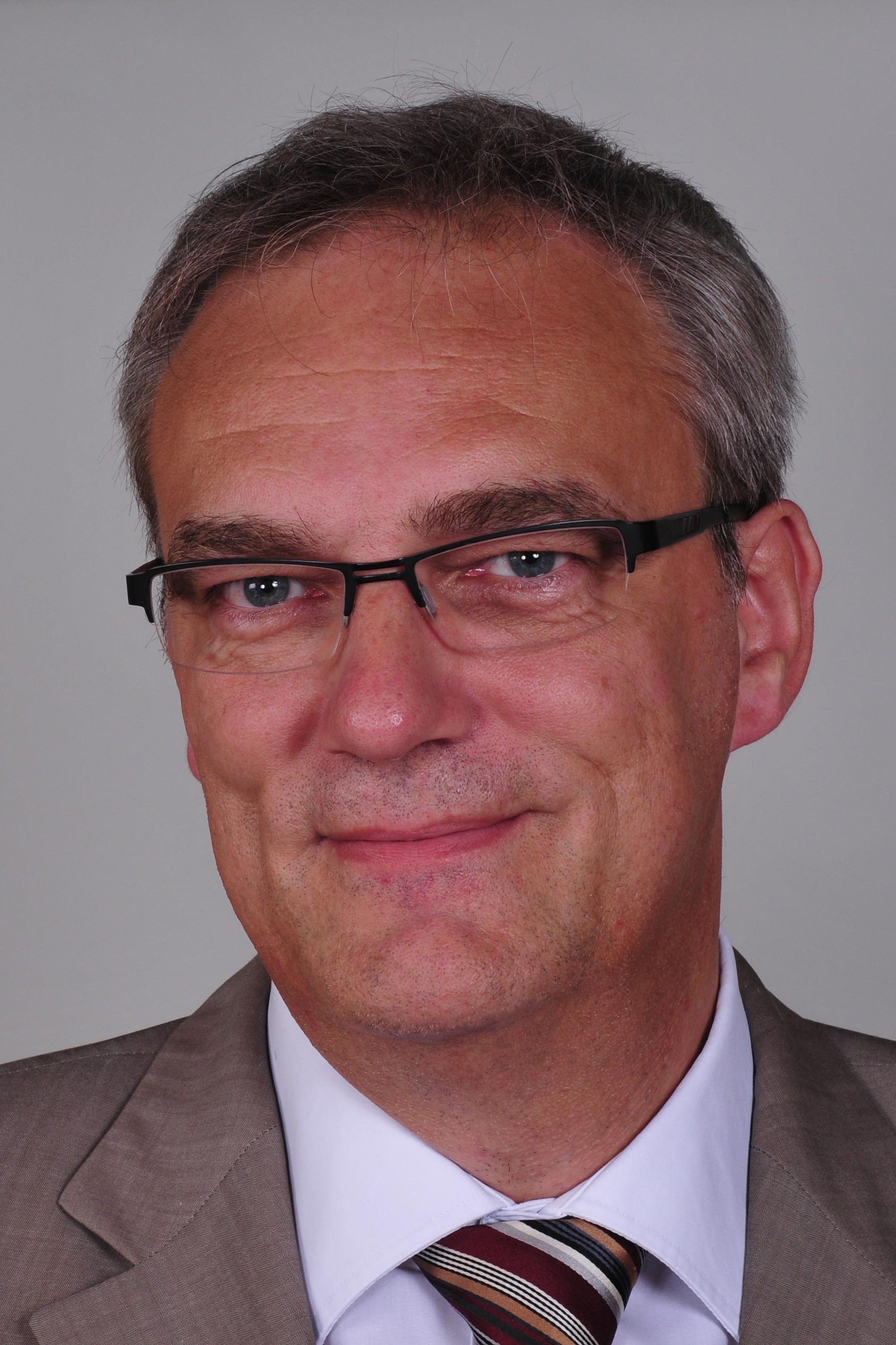
Florian Ritter (2012)

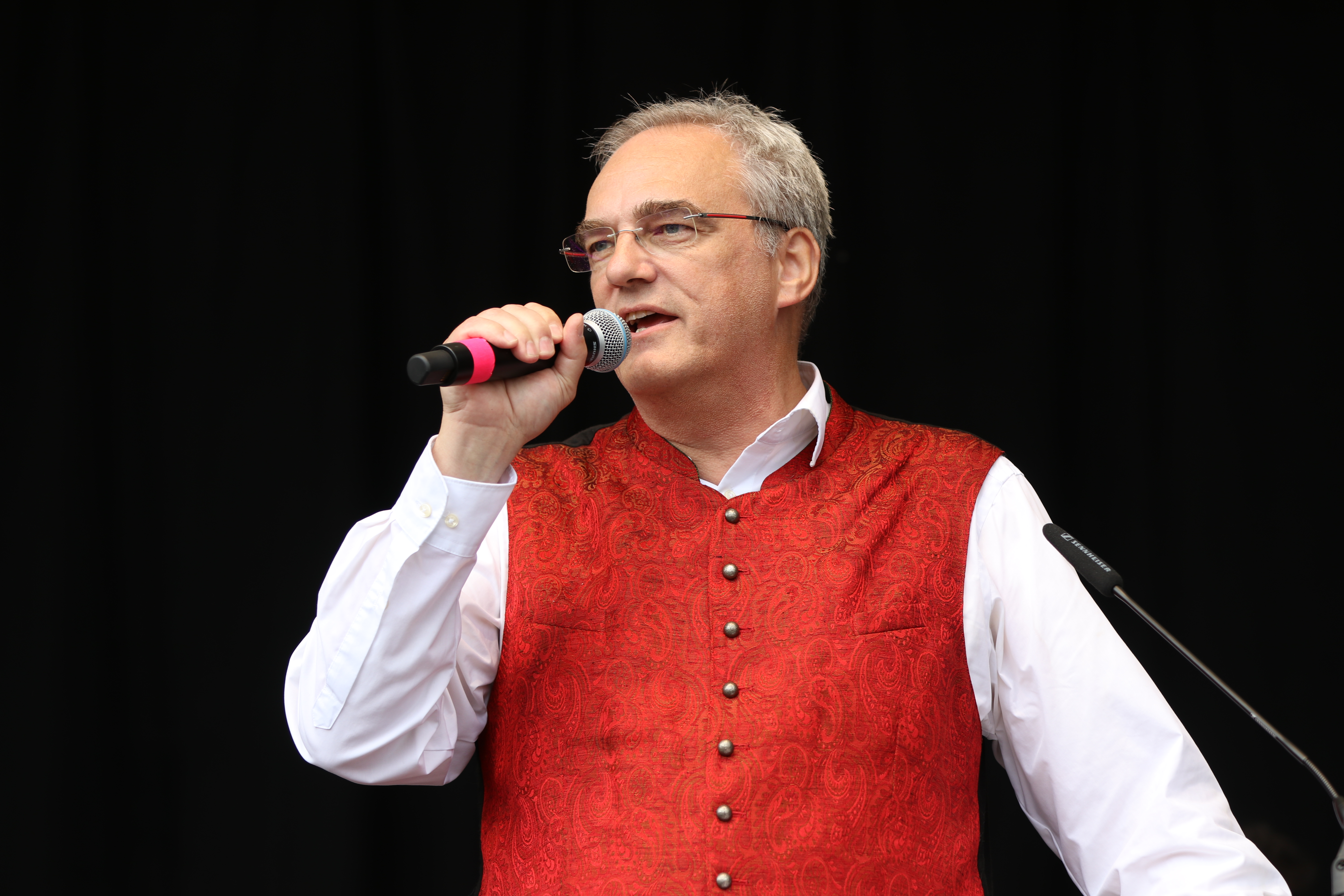
Ritter, 2018

Florian Ritter (* 8. Mai 1962 in München) ist deutscher Politiker (SPD). Er war in den Jahren 2003 bis 2023 Mitglied des Bayerischen Landtags.

## Leben
Nach seinem Schulabschluss an der Realschule Gauting leistete er seinen Wehrdienst in Kempten und Starnberg ab. Ritter ist Datenverarbeitungskaufmann und arbeitete mehrere Jahre als Produkt- und Marketingmanager verschiedener IT-Firmen. Er machte sich im Jahr 1997 selbstständig und war mit dem Grafikdesigner Franz Meisl Teilhaber und Geschäftsführer der Werbeagentur Info Products GmbH in München, bevor er 2003 in den Landtag einzog. Er ist in zweiter Ehe verheiratet und Vater von drei Kindern.

## Politischer Werdegang
Im Jahr 1979 trat Ritter in die sozialdemokratisch orientierte Sozialistische Jugend Deutschlands – Die Falken ein und wurde vier Jahre später Vorsitzender des Bezirks Südbayern. Im Jahr 1982 trat er der SPD und der Gewerkschaft bei und übernahm ab 1985 verschiedene Funktionen in der Münchner SPD. Bei der Münchner Oberbürgermeisterwahl 1999 leitete er die Internetkampagne für Christian Ude. Bei der Bundestagswahl 2002 war er Wahlkampfleiter des Bundeswahlkreises 222 – München Mitte/West. In diesem Wahlkreis konnte die Kandidatin Stephanie Jung als einzige in ganz Bayern Stimmengewinne für die SPD erzielen. Im Jahr 2003 kandidierte Florian Ritter für den Bayerischen Landtag im Landesstimmkreis 106 – München West. Er zog schließlich über die Bezirksliste in den Landtag ein, nachdem er trotz der bayernweit geringsten Einbußen nach Franz Maget und Hildegard Kronawitter das Direktmandat verfehlt hatte. Auch 2008, 2013 und 2018 schaffte er den Einzug in den Landtag über die Bezirksliste. Dort ist Ritter Mitglied des Ausschusses für Staatshaushalt und Finanzfragen und Mitglied der Datenschutzkommission.
Ritter ist Mitglied der VVN-BdA. Im Juni 2015 initiierte er eine Erklärung, in der die Aufhebung der Beobachtung der VVN-BdA Bayern durch den Verfassungsschutz gefordert wird, nachdem Bayern das einzige Bundesland ist, in dem die Organisation noch im Verfassungsschutzbericht erwähnt wird. Er sieht darin „Ausgrenzungspolitik“.

## Abgeordneter
Er war Mitglied im Ausschuss für Verfassungs-, Rechts- und Parlamentsfragen sowie im Ausschuss für kommunale Fragen und innere Sicherheit. Ab der 18. Legislaturperiode war er Mitglied im Haushaltsausschuss. Darüber hinaus war er stellvertretendes Mitglied in der Datenschutzkommission. Ritter legte einen Schwerpunkt seiner Landtagsarbeit auf die Sicherung der Bürgerrechte und den Datenschutz. So gehörte er zu den entschiedenen Gegnern der Änderungen des bayerischen Polizeiaufgabengesetzes im Jahr 2005 und war einer der Kläger gegen dieses Gesetz vor dem Bundesverfassungsgericht.
Im Jahr 2007 wurde Florian Ritter Beauftragter seiner Fraktion und der bayerischen SPD für das Volksbegehren Für Bayern – Nein zum Transrapid. Er leitete dabei das Koordinationsbüro für das Zulassungsverfahren. Für die Zulassung des Volksbegehrens wurden innerhalb von drei Wochen 38.125 Unterschriften gesammelt. Der bayerische Verfassungsgerichtshof entschied am 4. April 2008, dass das Volksbegehren „ausnahmslos unzulässig“ sei.
Im Mai 2016 erhob Ritter Klage gegen die neuen Bundesvorschriften zur Vorratsdatenspeicherung. Er widersetzte sich dem Gesetz, das im Bundestag von CDU/CSU und seiner eigenen Partei der SPD beschlossen wurde und am 18. Dezember 2015 in Kraft trat. Zuletzt war er Sprecher für Datenschutz und Strategien gegen Rechtsextremismus seiner Fraktion.
Nach der Landtagswahl 2023 schied er aus dem Landtag aus.

## Weitere Funktionen
Er ist stellvertretender Vorsitzender der Hans-Weinberger-Akademie, Vorsitzender des SPD-Bezirks Oberbayern und Schatzmeister der SPD in Bayern.